# Ramy Bensebaini
Ramy Bensebaini (arabisch رامي بن سبعيني, DMG Rāmī bin Sabʿīnī; * 16. April 1995 in Constantine) ist ein algerischer Fußballspieler, der in der Abwehr als Innen- und auch als Linksverteidiger eingesetzt werden kann. Er steht seit Juli 2023 bei Borussia Dortmund in der deutschen Bundesliga unter Vertrag und ist algerischer Nationalspieler.

## Karriere

### Verein

#### Anfänge in Algerien
Bensebaini wurde in der ostalgerischen Großstadt Constantine geboren, wo er mit 10 Jahren beim örtlichen CS Constantine angemeldet wurde. Mit 12 Jahren wurde er in der Akademie des Paradou AC in der Hauptstadt Algier aufgenommen, nachdem seine Mutter ihn als Elfjährigen noch hatte in seiner Heimatstadt halten wollen. Der Klub verfolgte eine sehr spezielle Philosophie, nach der die jungen Spieler beispielsweise einen Großteil ihrer fußballerischen Ausbildung barfüßig absolvieren müssen, um unter anderem ihre Ballbehandlung zu verbessern. Dort spielten die Kinder öfter gegen Teams, die aus älteren Gegnern, die auch Schuhe trugen, bestanden. Sie sollten neben ihrem gemeinschaftlichen Verteidigungsverhalten auch das richtige Herausrücken und effektives Pressing erlernen. Bensebaini, der als Zehner nach Algier gekommen war, wurde zum Verteidiger umgeschult und schaffte zum Ende der Saison 2012/13 den Sprung in den Profikader des Vereins, der in der zweiten algerischen Liga spielte. Er stieg jedoch letztlich mit der Mannschaft in die dritte Liga ab. Im Juli 2013 absolvierte Bensebaini einen einmonatigen Probemonat beim FC Arsenal, im Rahmen dessen er häufig mit der Premier-League-Mannschaft auf dem Trainingsplatz stand. Doch obwohl vier von fünf Jugendtrainern der Londoner den Algerier verpflichtet hätten, scheiterte dieses Unterfangen letztendlich daran, dass es englischen Vereinen zur damaligen Zeit nur erlaubt gewesen sein soll, nicht-europäische Spieler mit einer gewissen Anzahl an Länderspielen zu verpflichten. Bensebaini sollte aber erst gut ein Jahr später für die U23 Algeriens und somit erstmals für ein Nationalteam auf dem Feld stehen. Nach seinem Verbleib beim Paradou AC konnte er sich als Stammspieler etablieren, verpasste allerdings mit seinem Verein den sofortigen Wiederaufstieg.

#### Profi in Belgien und Frankreich
Im Sommer 2014 wurde Bensebaini an den belgischen Erstligisten Lierse SK verliehen, wo er im Alter von 19 Jahren ebenfalls zur Stammkraft in der Innenverteidigung reifte. Und dies trotz der anfänglichen Tatsache, dass er sich nicht im französischsprachigen Teil des Landes befand und das erste Mal ohne direkte Bezugsperson im Ausland war. Allerdings konnte der Algerier mit seiner Mannschaft zwischen dem 12. und dem 22. Spieltag nicht gewinnen und gemeinsam mit dem KVC Westerlo musste Lierse etwa nach jeweils einer 0:6-Niederlage gegen Charleroi und Brügge die meisten Gegentreffer hinnehmen. Dementsprechend stand man am Ende der Vorrunde auf dem letzten Platz und musste gegen den Vorletzten Cercle Brügge vier Relegationsspiele bestreiten. Nachdem sich Bensebaini und Lierse gegen Cercle hatten durchsetzen können, musste eine weitere Relegationsrunde gegen drei Zweitligisten bestritten werden, an deren Ende für Lierse der Abstieg feststand. Sowohl gegen Cercle wie auch den Zweitligisten OH Leuven war Bensebaini vor dem gegnerischen Tor erfolgreich. Im Juli 2015 entschied sich Paradou, seinen Spieler erneut zu verleihen, weshalb Bensebaini diesmal einen Leihvertrag beim französischen Erstligisten HSC Montpellier unterzeichnete, der von Rolland Courbis trainiert wurde. Courbis kannte den Jungen aus seiner eigenen Zeit in Algerien und hatte sich für dessen leihweise Verpflichtung eingesetzt. Auch in der höchsten französischen Liga konnte sich der junge Spieler durchsetzen, diesmal hauptsächlich auf der linken Außenbahn, was zu seiner ersten Berufung in ein algerisches Nationalteam (die U23) im November 2015 führte. Nach 22 Einsätzen in der Ligue 1 inklusive zweier Tore sowie drei Pokalspielen wurde der Verteidiger im Sommer 2016 ohne eine Rückkehr zum Paradou AC von Montpelliers Ligakonkurrenten Stade Rennes verpflichtet, wo er auf den französischen Trainer Christian Gourcuff traf, den er vom algerischen Fußballverband kannte. Als Nachfolger des Linksverteidigers Cheikh M’Bengue, der den Verein verlassen hatte, wurde er mit einem Vierjahresvertrag ausgestattet. Zwischen dem 17. und dem 26. Spieltag konnte Bensebaini mit Rennes nicht gewinnen, fünf Partien in Folge spielte man gar remis. Mit dem Verein holte Bensebaini, der in allen drei Spielzeiten bei Rennes auf der linken Außenbahn gesetzt war, in der Saison 2018/19 den nationalen Pokal. Hierbei setzte man sich mit 8:7 im Elfmeterschießen gegen den Serienmeister PSG durch, wobei Bensebaini einer der erfolgreichen Elfmeterschützen war. Zuvor hatte er im Halbfinale gegen Olympique Lyon das entscheidende 3:2 erzielt. Im Anschluss an die Ligasaison nahm der Algerier nach einer nur einmonatigen Pause ab Ende Juni 2019 mit dem A-Nationalteam seines Heimatlandes am Afrika-Cup teil. Von sieben Spielen absolvierte Bensebaini sechs, blieb mit dem Team ungeschlagen und musste mit diesem erst in der fünften Partie das erste Gegentor hinnehmen. Neben Mannschaftskameraden wie dem Torwart Raïs M’Bolhi und dem Spieler des Turniers Ismaël Bennacer wurde der Flügelspieler am Ende nach einem 1:0 gegen den Senegal Afrikameister, was Algerien seit 1990 nicht mehr gelungen war. Auf dem Weg dorthin hatte er im Viertelfinale gegen die Ivorer die Vorlage zum 1:1 gegeben, woraufhin sich beide Teams schlussendlich im Elfmeterschießen gegenüber standen. In selbigem war Bensebaini einer der erfolgreichen Schützen.

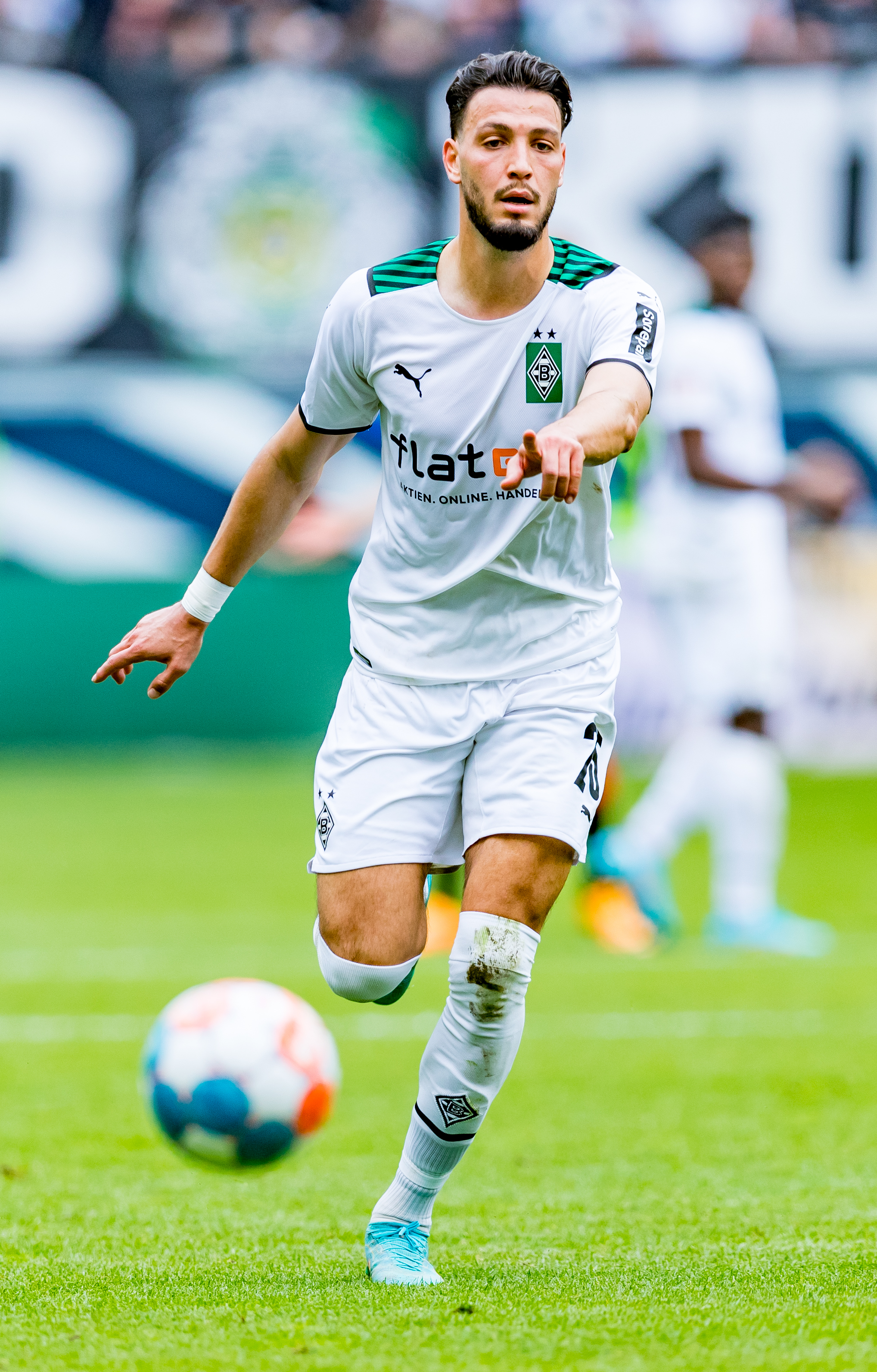
Im Mai 2022 bei Borussia Mönchengladbach

#### Vier Jahre in Mönchengladbach
Im August 2019 erfolgte der Wechsel in die deutsche Bundesliga zu Borussia Mönchengladbach, wo der Algerier einen bis Juni 2023 gültigen Vertrag unterschrieb. Durch die Teilnahme am Afrika-Cup mit der algerischen Nationalmannschaft stieg Bensebaini verspätet in die Saisonvorbereitung ein und bestritt das erste Spiel für seinen neuen Verein erst am vierten Spieltag, als er beim 1:0-Sieg in Köln 90 Minuten auf dem Platz stand. In der Folgezeit wechselte er sich regelmäßig mit dem langjährigen Stammspieler Oscar Wendt auf der Position des Linksverteidigers ab. Wendt, der hierbei auch von einem Muskelfaserriss auf Seiten des Algeriers profitierte, kam dabei in der Bundesliga öfter zum Einsatz, während Bensebaini dafür in der Europa League regelmäßig spielte. In der Bundesliga erzielte er seinen ersten Pflichtspieltreffer für die Borussia am 11. Spieltag beim 3:1-Sieg gegen Werder Bremen, bevor er in der Schlussphase aufgrund einer gelb-roten Karte auch erstmals in der höchsten deutschen Spielklasse vom Platz gestellt wurde. Zwei Spieltage später entschied er das Spiel gegen den Rekordmeister FC Bayern München, das mit 2:1 endete, durch einen Kopfballtreffer nach einer Ecke und einen verwandelten Strafstoß in der Nachspielzeit. Dem kicker zufolge war er hier klar der „Spieler des Spiels“. Auch in Augsburg (erstes Tor, Endstand 3:2), gegen Eintracht Frankfurt (zwei direkte Torbeteiligungen beim 3:1) oder beim 1:1 gegen Istanbul Başakşehir (ein Assist) bewies Bensebaini bereits nach kurzer Zeit seine Gefährlichkeit auf dem linken Gladbacher Flügel.
In der Saison 2020/21 nahm Bensebaini mit seiner Mannschaft als Bundesliga-Vierter der vergangenen Saison an der Champions League teil und trug mit zwei Toren in drei Gruppenspielen zum Erreichen des Achtelfinales bei. Beispielsweise rettete er durch einen Strafstoß, den er als Gefoulter gegen Inter Mailand verwandelte, seinem Team ein Unentschieden. Zwischen Ende November und Ende Dezember 2020 wurde der Algerier von einer COVID-19-Erkrankung gestoppt, konnte aber auch nach seiner Rückkehr seinen Platz auf der linken Außenbahn gegen Wendt behaupten, der so immer häufiger auf die Bank verdrängt wurde. Später im Champions-League-Achtelfinale unterlag die Borussia mit ihrem Spieler dem späteren Finalisten Manchester City zweimal mit 0:2 und schied aus dem Wettbewerb aus. In der Saisonendphase verspielten die Fohlen die Teilnahme am Europapokal, als man erst mit 0:6 gegen den FC Bayern verlor und anschließend dem VfB Stuttgart mit 1:2 unterlag. In beiden Partien gehörte Bensebaini zu den notenschlechtesten Akteuren, in der Münchner Allianz Arena erhielt er gar eine 6.
In der Folgesaison konnte Bensebaini seine Offensivstatistik weiter verbessern und steuerte acht direkte Torbeteiligungen bei. Beispielsweise nutzte Florian Neuhaus seinen abgewehrten Torschuss zum 1:0 gegen Mainz 05 (Endstand 1:1), beim Aufeinandertreffen mit dem FC Augsburg (Endstand 3:2) flankte der Algerier hingegen erst auf Jonas Hofmann zum 2:0 und köpfte schließlich selbst das 3:1. Bei einem weiteren Aufeinandertreffen mit Bayern München gelang dem Außenbahnspieler wieder ein „Doppelpack“. Diesmal endete das Spiel mit 5:0 und die Münchner schieden daraufhin bereits in der 2. Runde aus dem DFB-Pokal aus. Zum einen war dies die höchste Pflichtspielniederlage des FC Bayern seit 43 Jahren und zum anderen dessen höchste Niederlage überhaupt im DFB-Pokal.
Bensebaini konnte sich trotz inkonstanter Teamleistungen in der Spielzeit 2022/23 in seinem eigenen Spiel weiter steigern und verbessern, stand zur Winterpause schon bei sechs Scorerpunkten. Auch unter dem dritten Trainer – Daniel Farke – war er in Mönchengladbach eine feste Größe auf der linken Außenbahn und drängte so beispielsweise den acht Jahre jüngeren Konkurrenten Luca Netz weiterhin in die Reservistenrolle. In der Rangliste des deutschen Fußballs des kicker landete der Algerier im Winter 2022/23 auf Rang 4 der internationalen Klasse hinter Alphonso Davies (FC Bayern), Jeremie Frimpong (Bayer 04 Leverkusen) und Borna Sosa vom VfB Stuttgart. Das Fachmagazin lobte Bensebainis Athletik und Geschwindigkeit sowie Konstanz. Teamintern, so der kicker, sei der Spieler „über alle Zweifel erhaben und unumstritten“. Im Vorfeld hatte er beispielsweise beim 1:6 gegen Werder Bremen gemeinsam mit den weiteren Defensivakteuren Manu Koné und Joe Scally vom kicker die Note 6 erhalten, einen Spieltag später als doppelter Torschütze beim 5:1-Heimsieg gegen Köln hingegen eine 1,5. Die spielerische Inkonstanz der Gladbacher setzte sich auch in der Rückrunde fort, durch eine zwischenzeitliche Sieglosserie von fünf Spielen verlor man schließlich den Anschluss an die Europapokalränge. Bensebaini, der ebenfalls in seinen Leistungen abfiel, verpasste fünf Spiele, zwei davon aufgrund einer Sperre nach der Beleidigung des Schiedsrichters Benjamin Brand beim torlosen Remis gegen den SC Freiburg. Doch keine Partie, in der der Algerier nicht mitwirkte, konnte gewonnen werden und auch der stets stattdessen eingesetzte Netz konnte sich nicht für weitere Startelfmandate empfehlen. In der Saisonendphase sammelte Bensebaini noch zwei weitere Scorerpunkte, beim 2:5 gegen den späteren Vizemeister Borussia Dortmund wurde er als Strafstoßtorschütze erneut vom kicker mit einer 6 bewertet.

#### Wechsel zu Borussia Dortmund

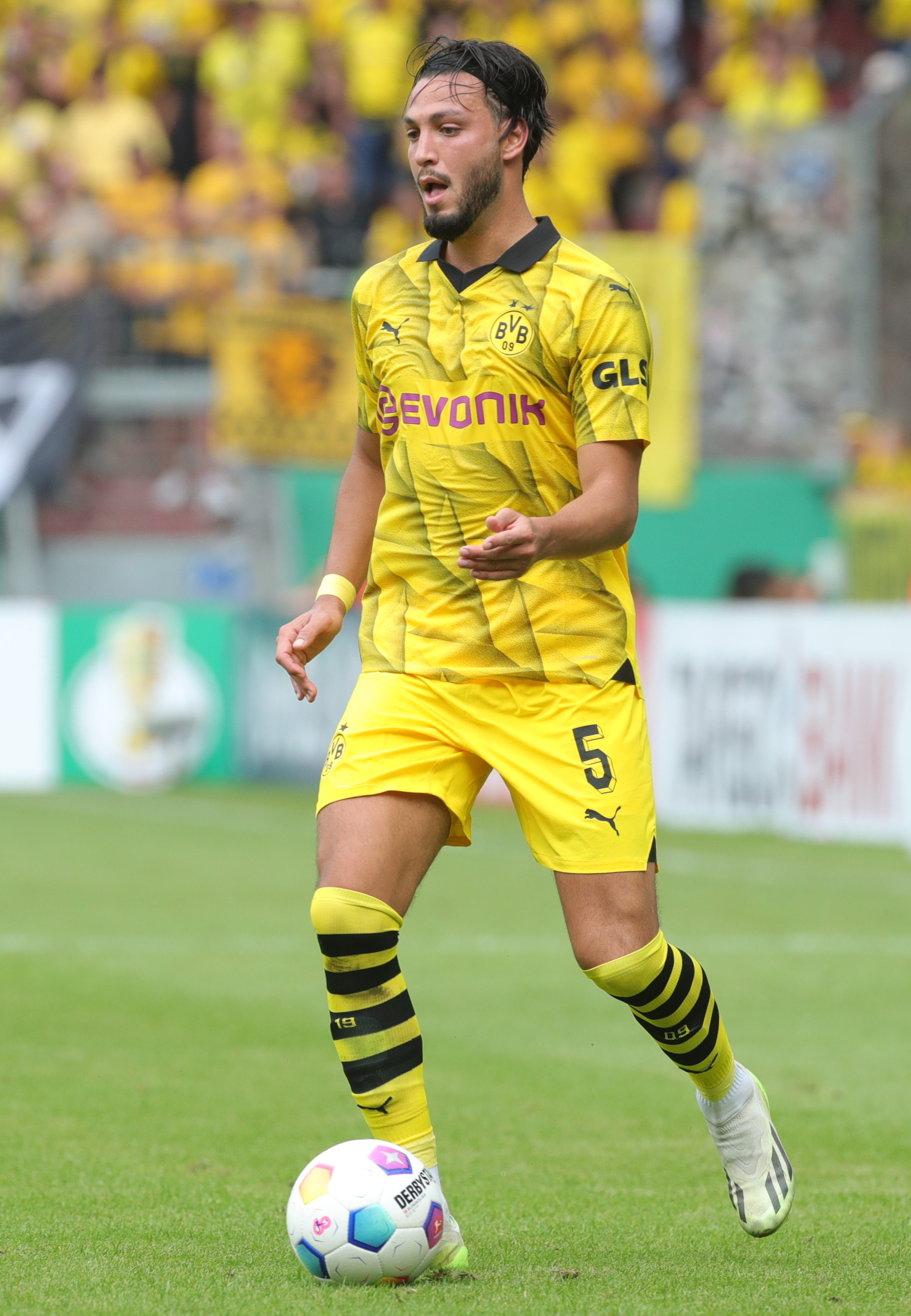
Bensebaini im Trikot von Borussia Dortmund (2023)

Seinen zum 30. Juni 2023 ablaufenden Vertrag bei der „Fohlenelf“ verlängerte Bensebaini schließlich nicht. Stattdessen wechselte er ablösefrei zum Ligakonkurrenten und Champions-League-Teilnehmer Borussia Dortmund. Diesen hatte zuvor unter anderem der langjährige Stamm-Linksverteidiger Raphaël Guerreiro verlassen. Im Verlauf der Hinrunde war der Neuzugang meistens die erste Wahl auf dem linken defensiven Flügel, in Folge einer Gelbrotsperre sowie zweier Länderspiele verpasste er aber auch einige Spiele. Bensebainis Leistungen waren schwankend, insgesamt viermal erhielt er vom kicker in der Bundesliga die Note 5. So wurde beispielsweise sein nicht funktionierendes Zusammenspiel mit der Offensive bemängelt, gegen RB Leipzig (Endstand 2:3) unterlief ihm nach einem Eckball ein Eigentor. In der Winterpause verpflichtete der BVB dann leihweise Ian Maatsen, der sofort auf der linken Seite überzeugte und rasch zum Stammspieler avancierte. Der Algerier kam so nur noch zu Kurzeinsätzen und verletzte sich Ende März 2024 so schwer, dass die Saison für ihn vorzeitig beendet war.

### Nationalmannschaft
Nachdem Bensebaini durch seine Leistungen in der ersten französischen Liga auf sich aufmerksam gemacht hatte, wurde er im November 2015 erstmals vom damaligen Nationaltrainer Christian Gourcuff in die algerische A-Nationalmannschaft berufen, nachdem er bereits im Juli zwei Qualifikationsspiele mit der algerischen U-23-Mannschaft absolvierte. Er blieb dabei jedoch ohne Einsatz. Nach einer weiteren Nominierung im März 2016 wurde Bensebaini unter Gourcuffs Nachfolgern Nabil Neghiz und Milovan Rajevac im Kalenderjahr 2016 nicht mehr berücksichtigt.
Im Januar 2017 wurde Bensebaini schließlich in den finalen Kader für den Afrika-Cup 2017 berufen, bei dem Algerien nach der Gruppenphase ausschied. 2019 gewann der Verteidiger dann mit seiner Nation diesen Wettbewerb, wobei er in sechs der sieben Turnierspiele zum Einsatz kam, jeweils von Beginn an. Beim Afrika-Cup 2022 dagegen schied er mit seiner Mannschaft als Titelverteidiger nach zwei Vorrundenniederlagen und einem -unentschieden als Gruppenletzter aus.

## Erfolge
- Stade Rennes
  - Französischer Pokalsieger: 2019

- Algerien
  - Afrikameister: 2019